# Шахты-24
Шахты-24 — посёлок в Щёкинском районе Тульской области России.
В рамках административно-территориального устройства относится к Ломинцевской сельской администрации Щёкинского района, в рамках организации местного самоуправления включается в сельское поселение Ломинцевское.

## География
Расположен в 10 км к востоку от железнодорожной станции города Щёкино.

## Население
| 2010 |
| ---- |
| 160  |